# Jochen-Martin Gutsch
Jochen-Martin Gutsch (* 25. Dezember 1971 in Ost-Berlin) ist ein deutscher Journalist.

## Leben
Nach dem Abitur, das er rund um die Wende in der DDR im Frühjahr 1990 an der Ost-Berliner EOS „Immanuel Kant“ ablegte, studierte Gutsch von 1992 bis 1997 Rechtswissenschaften an der Freien Universität Berlin und absolvierte anschließend ein Referendariat. 1999 legte er sein zweites juristisches Staatsexamen ab. Erste journalistische Erfahrungen sammelte er als freier Mitarbeiter für den Berliner Tagesspiegel. Von 1999 bis 2000 besuchte er den Kompaktlehrgang an der Deutschen Journalistenschule in München. Er arbeitete als Reporter für die Berliner Zeitung, für die er heute noch als Kolumnist tätig ist. Seit September 2005 ist Gutsch Reporter im Gesellschaftsressort des Spiegels.

## Auszeichnungen
- 2004: Theodor-Wolff-Preis, Journalistenpreis der deutschen Zeitungen, in der Kategorie Leitartikel/Kommentar/Essay für den Beitrag Zukunft ist für alle gut, erschienen in der Berliner Zeitung[3]
- 2011: Henri-Nannen-Preis in der Kategorie Besonders verständliche Berichterstattung (beste Dokumentation) für das Stück Ein deutsches Verbrechen über den Luftangriff bei Kundus, gemeinsam mit zehn weiteren Redakteuren des Spiegel[4][5]

## Publikationen
- Cindy liebt mich nicht (mit Juan Moreno), Kiepenheuer & Witsch, Köln 2005, ISBN 3-462-03485-5, verfilmt für das Kino 2010.
- Single. Family. Zwei Männer. Zwei Welten. 66 wahre Geschichten, mit Maxim Leo, Herder Verlag, Freiburg im Breisgau 2005, ISBN 3-451285533.
- Sprechende Männer, mit Maxim Leo, Blessing, München 2011, ISBN 978-3-89667-440-1.
- Männer wie wir: das zweitehrlichste Buch der Welt, mit Maxim Leo, Heyne, München 2014, ISBN 978-3-453-60293-9.
- Es ist nur eine Phase, Hase: ein Trostbuch für Alterspubertierende, mit Maxim Leo, Ullstein, Berlin 2018, ISBN 978-3-86493-061-4, verfilmt für das Kino 2021.
- Du bleibst mein Sieger, Tiger: Noch mehr Trost für Alterspubertierende, mit Maxim Leo, Ullstein: Berlin 2019, ISBN 978-3550200267
- Frankie, mit Maxim Leo, Penguin Verlag, München 2023, ISBN 978-3-328-60183-8.